# Jorge Tagaris
Jorge Tagaris (en griego: Γεώργιος Τάγαρις, fl. c. 1346-1355) fue un general bizantino de mediados del siglo XIV, que ascendió al rango de gran estratopedarca.

## Biografía
La familia Tagaris está documentada por primera vez en los primeros años del siglo XIV. El padre de Jorge, Manuel Tagaris, fue el primero de la familia en ascender a la prominencia: a pesar del bajo estatus social de su familia, su valor y habilidad como general fueron reconocidos por el emperador Andrónico II Paleólogo, quien lo ascendió al rango de gran estratopedarca y le dio a su sobrina, Teodora Paleóloga Asanina, hija del zar Iván Asen III de Bulgaria, como su segunda esposa. No está claro si Teodora o la primera esposa de Manuel, una Monómaco Ducas, era la madre de Jorge. Jorge, a su vez, puede haber sido hermano o padre, o de alguna otra manera relacionado, con el futuro patriarca latino de Constantinopla Pablo Paleólogo Tagaris.
Jorge Tagaris aparece por primera vez en 1346, durante la guerra civil bizantina de 1341-1347. En aquel entonces, ya ostentaba el rango de gran estratopedarca, al igual que su padre, y la emperatriz regente Ana de Saboya le encomendó una misión ante el gobernante turco Saruhan Bey para conseguir su apoyo en la guerra, especialmente después de que el oponente de la emperatriz, Juan Cantacuceno, hubiera logrado una alianza con Orhan, gobernante del naciente Beylicato otomano. Saruhan, que conocía al padre de Jorge desde su etapa como gobernador de Filadelfia, accedió gustosamente a la petición. Jorge es mencionado de nuevo en 1356, cuando se encontraba entre los destinatarios de cartas del papa Inocencio VI, quien lo elogiaba por su apoyo a la unión entre la Iglesia católica y la ortodoxa oriental.